# Porsche Supercup 2005
Porsche Supercup 2005 vanns av Alessandro Zampedri.

## Slutställning
| Plats | Förare              | Poäng |
| ----- | ------------------- | ----- |
| 1     | Alessandro Zampedri | 173   |
| 2     | Patrick Huisman     | 166   |
| 3     | David Saelens       | 145   |
| 4     | Christian Menzel    | 139   |
| 5     | Richard Lietz       | 130   |
| 6     | Fabrice Walfisch    | 127   |